# تاريخ الملكية في المملكة المتحدة

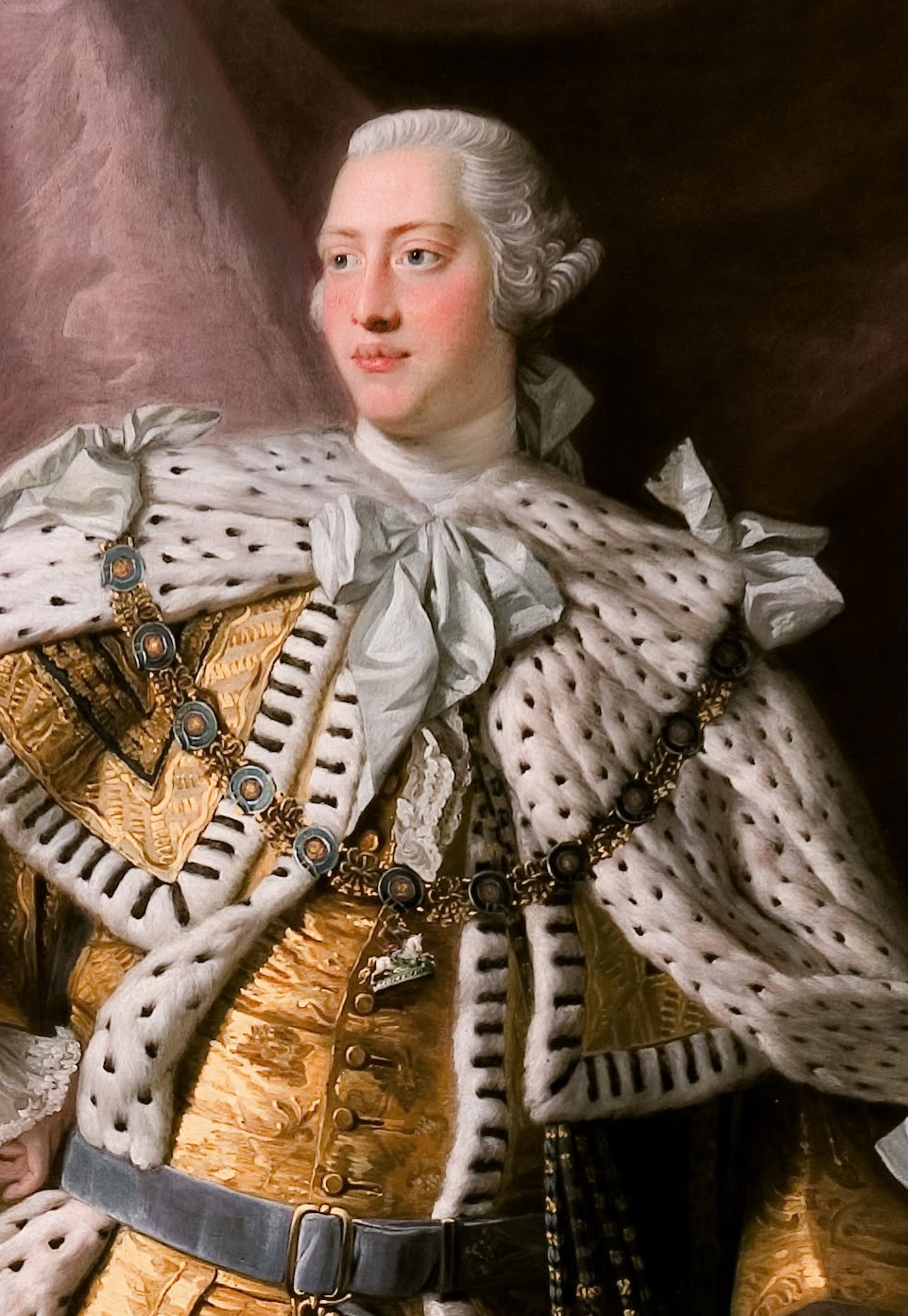
لوحة لجورج الثالث، ملك بريطانيا العظمى ومملكة أيرلندا في الفترة الممتدة ما بين 1760م و 1801م.

يعد تاريخ الملكية في المملكة المتحدة وتطورها إلى نظام ملكي دستوري وشرفي موضوعًا رئيسيًا في التطور التاريخي للدستور البريطاني. تعود أصول الملكية البريطانية إلى الممالك الصغيرة في إنجلترا الأنجلوسكسونية واسكتلندا في العصور الوسطى المبكرة، والتي دمجت في مملكتي إنجلترا واسكتلندا بحلول القرن العاشر. كان لدى إنجلترا الأنجلوسكسونية نظام ملكي انتخابي، ولكن استبدل هذا بملكية البكورة بعد أن غزا النورمانديون إنجلترا في عام 1066. وسعت سلالات نورمان وبلانتاجنت سلطتها في جميع أنحاء الجزر البريطانية، ما أدى إلى إنشاء مجلس اللوردات في أيرلندا في عام 1177 وغزو ويلز في عام 1283. في عام 1215 وافق الملك جون على تقييد سلطاته على رعاياه وفقًا لشروط ماجنا كارتا. للحصول على موافقة المجتمع السياسي، بدأ الملوك الإنجليز في استدعاء البرلمانات للموافقة على الضرائب وسن القوانين. تدريجيًا، توسعت سلطة البرلمان على حساب السلطة الملكية.
من عام 1603، كانت المملكتان الإنجليزية والاسكتلندية يحكمها ملك واحد في اتحاد التيجان. من عام 1649 إلى عام 1660، كسر تقليد الملكية على يد كومنولث إنجلترا الجمهوري، الذي أعقب حروب الممالك الثلاث. بعد تنصيب وليام وماري كملكين مشاركين في الثورة المجيدة، تأسست ملكية دستورية مع انتقال السلطة إلى البرلمان. قانون الحقوق 1689، ونظيره الاسكتلندي، قانون المطالبة بالحق لعام 1689، قلص بشكل أكبر من سلطة الملكية واستبعد الرومان الكاثوليك من الخلافة على العرش.
في عام 1707، دمجت مملكتي إنجلترا واسكتلندا لإنشاء مملكة بريطانيا العظمى، وفي عام 1801، انضمت مملكة أيرلندا لإنشاء المملكة المتحدة لبريطانيا العظمى وأيرلندا. كان العاهل البريطاني هو الرئيس الاسمي للإمبراطورية البريطانية الشاسعة، التي غطت ربع مساحة الأرض في العالم بأقصى حد لها في عام 1921.
اعترف وعد بلفور لعام 1926 بتطور سيادة الإمبراطورية إلى دول منفصلة تتمتع بالحكم الذاتي داخل كومنولث الأمم. في السنوات التي أعقبت الحرب العالمية الثانية، أصبحت الغالبية العظمى من المستعمرات والأراضي البريطانية مستقلة، ما أدى فعليًا إلى إنهاء الإمبراطورية. تبنى جورج السادس وخليفته إليزابيث الثانية لقب رئيس الكومنولث كرمز للرابطة الحرة للدول الأعضاء المستقلة. المملكة المتحدة وأربعة عشر دولة أخرى مستقلة ذات سيادة تشترك في نفس الشخص مثل ملكها تسمى عوالم الكومنولث. على الرغم من أن الملك مشترك، فإن كل دولة تتمتع بالسيادة ومستقلة عن الآخرين، وللملك عنوان وأسلوب وطني مختلف ومحدّد ورسمي لكل مملكة.

## الملكية الإنجليزية

### الفترة الأنجلوسكسونية (800 - 1066)
تكمن أصول الملكية الإنجليزية في تأسيس الممالك الأنجلوسكسونية، والتي دمجت في القرن السابع في سبع ممالك تعرف باسم هيبتاراشي. في أوقات معينة، كان أحد الملوك الأنجلوسكسونيين قويًا بما يكفي ليطالب بلقب بريتوالدا أو أفرلورد إنجلترا. في القرن التاسع، غزا غزاة الفايكنج معظم الممالك الأنجلوسكسونية. ومع ذلك، نجا ويسيكس بسبب قيادة ألفريد العظيم (حكم من 871 إلى 899) الذي أمّن ويسيكس، واستوعب كينت وميرسيا الغربية، واتخذ لقب ملك الأنجلوسكسون. ابن ألفريد، إدوارد الأكبر (حكم 899-924) وأحفاده استعادوا أراضي الأنجلوسكسونية وأنشأوا مملكة إنجلترا الموحدة، على الرغم من أن الأجزاء المكونة لها احتفظت بهويات إقليمية قوية. غالبًا ما يُعتبر آثلستان (حكم 924-939) مؤسس النظام الملكي الإنجليزي، ويرجع ذلك أساسًا إلى دعايته الخاصة في شكل عملات معدنية ومواثيق أطلق عليها اسم ملك اللغة الإنجليزية.
من الناحية النظرية، كانت كل السلطات الحاكمة ملكًا للملك. هو وحده القادر على سن القانون الأنجلوسكسوني، ورفع الضرائب أو التخصيص، أو صك النقود المعدنية، أو رفع رأس المال، أو إدارة السياسة الخارجية. في الواقع، احتاج الملوك إلى دعم النبلاء والكنيسة الإنجليزية للحكم. حكموا بالتشاور مع ويتان، ومجلس الأساقفة، وإلدورمين، والثغنز الذين نصحوا الملك. في عام 1014، دعي إيثيلراد غير الجاهز (حكم 978-1016) للعودة من المنفى إذا وافق على معالجة الشكاوى ضد حكمه السابق، بما في ذلك الضرائب المرتفعة والابتزاز واستعباد الرجال الأحرار. سجل الأنجلوسكسوني كرونيكل هذه الاتفاقية التي أطلق عليها المؤرخ ديفيد ستاركي أول تسوية دستورية في التاريخ الإنجليز.
كما انتخب ويتان ملوكًا جددًا من بين الذكور من أفراد العائلة المالكة (الأثرياء). لم تسن قاعدة البكورة بعد، لذلك يمكن استبدال المرشحين الضعفاء بأخرى أقوى. لم يكن حكم الملك شرعيًا إلا إذا كرسته الكنيسة في تتويج. كان تتويج إدغار السلمي (حكم 959-975) عام 973 نموذجًا للتتويج البريطاني في المستقبل، بما في ذلك تتويج إليزابيث الثانية في عام 1953. قبل أن يُمسح الملك ويتوج، أقسم اليمين بثلاثة أضعاف لحماية الكنيسة، يدافع عن شعبه ويقيم العدل.
بينما كانت العاصمة في وينشستر، كان الملك وبلاطه الملكي متجولين، ينتقلون من فيل ملكي إلى آخر حيث يجمعون إيجار الطعام ويستمعون إلى الالتماسات. على المستوى المحلي، كانت السلطة الملكية تعمل من خلال المقاطعات، والتي قسمت إلى مئات. نظرت محاكم شاير نصف السنوية في القضايا القانونية، وحافظت على السلام، وفرضت الضرائب، ورفعت القوات، وجمعت معلومات عن حقوق الملكية والميراث. شاير ومئة محكمة كانت برئاسة المسؤولين الملكيين: إلدورمان لشاير ورييف لمئة. غالبًا ما تضمنت منح الأراضي الملكية امتيازات ان فانغثيف وآوت فانغثيف، ما سمح بالعدالة السائدة، لكن الجرائم الأكثر خطورة (مثل القتل) لا يمكن محاكمتها إلا في المحاكم الملكية.
في عام 1016، أصبح الأمير الدنماركي كنوت (حكم من 1016 إلى 1035) ملكًا على إنجلترا. خلال فترة حكمه، اتحدت إنجلترا مع مملكتي الدنمارك والنرويج فيما يسميه المؤرخون إمبراطورية بحر الشمال. نظرًا لأن كنوت لم يكن في إنجلترا طوال فترة حكمه، فقد قسم إنجلترا إلى أربعة أجزاء (ويسيكس وشرق أنغليا وميرسيا وشمال أومبريا) وعين إيرلًا موثوقًا به لحكم كل منطقة. استلزم إنشاء أذرع كبيرة تغطي العديد من المقاطعات مكتب الشريف. كان الشريف نائب الإيرل وكذلك الممثل المباشر للملك في المقاطعة. كان العمداء يشرفون على محاكم شاير بالإضافة إلى تحصيل الضرائب والمستحقات الملكية.
عند وفاة نجل كنوت، هارثاكنوت (حكم 1040-1042) ، أعيد العرش إلى بيت ويسيكس بتتويج إدوارد المعترف (حكم 1042-1066)، ابن إيثيلراد. بحلول هذا الوقت، كانت إنجلترا مملكة غنية في وضع جيد للتجارة وتمتلك موارد طبيعية وفيرة. كما تباهت بنظام متطور للإدارة الملكية. أصبحت لندن العاصمة السياسية والتجارية لإنجلترا. عزز إدوارد هذا الانتقال من خلال بناء قصر وستمنستر ودير وستمنستر.
في عام 1066، مات إدوارد بلا أطفال. إدوارد المنفى، ابن الملك إدموند أيرونسايد (حكم 1016)، كان لديه أفضل مطالبة وراثية للعرش، لكن هارولد جودوينسون، إيرل ويسيكس، ادعى أن الملك إدوارد وعده بالعرش. حظي هارولد بدعم أكبر بين الشعب الإنجليزي، وأصبح ملكًا على يد ويتان.